# Pjotr Petrowitsch Schirschow
Pjotr Petrowitsch Schirschow (* 12. Dezemberjul. / 25. Dezember 1905greg. in Jekaterinoslaw, Gouvernement Jekaterinoslaw, Russisches Kaiserreich; † 17. Februar 1953 in Moskau, UdSSR) war ein sowjetischer Politiker, Hydrobiologe, Ozeanograph, Botaniker und Polarforscher.

## Lebenslauf
Pjotr Schirschow wurde 1904 als Sohn eines Arbeiters in Jekaterinoslaw, dem heutigen Dnipro in der Ukraine geboren.
Von 1929 bis 1932 war er wissenschaftlicher Mitarbeiter am Botanischen Garten der Akademie der Wissenschaften der UdSSR in Moskau.
Zwischen dem 21. Mai 1937 und dem 19. Februar 1938 war er wissenschaftlicher Teilnehmer an der von Iwan Papanin geleiteten Expedition auf der Eisdriftstation Nordpol-1 und somit wahrscheinlich einer der ersten Menschen am geographischen Nordpol. Aufgrund dieser Expedition wurde er 1937 mit dem Grad eines Doktors für Geographische Wissenschaften und 1938 mit dem Titel Held der Sowjetunion ausgezeichnet. Am 29. Januar 1939 wurde er Mitglied der Akademie der Wissenschaften der UdSSR in der Abteilung für Mathematik und Naturwissenschaften (Ozeanographie, Hydrobiologie).
Vom 8. Februar 1942 bis zum 30. März 1948 war er Volkskommissar, dann Minister der Sowjetischen Marine.
Er war Gründer und von 1946 bis 1953 der erste Direktor des Instituts für Meereskunde der sowjetischen Akademie der Wissenschaften.
Er starb in Moskau und wurde dort auf dem Nowodewitschi-Friedhof beerdigt.

## Ehrungen
Schirschow wurde 1938 zum Helden der Sowjetunion ernannt. Des Weiteren erhielt er dreimal den Leninorden, zweimal den Rotbannerorden, den Orden des Roten Sterns sowie das Ehrenzeichen der Sowjetunion. Nach Schirschow wurde eine Bucht Prinz-Georg-Lands, ein See auf der Harley-Insel (beide Inseln gehören zur Inselgruppe Franz-Josef-Land), ein Unterwasser-Gebirge auf 170° bis 171° östlicher Länge in der Beringsee und 1954 das Institut für Meereskunde der Russischen Akademie der Wissenschaften benannt. Ein 1967 in Wismar gebautes, 182 Meter langes sowjetisches Forschungsschiff trug den Namen Akademiemitglied Pjotr Schirschow (Академик Пётр Ширшов). Darüber hinaus ist er Namensgeber für den Mount Shirshov in der Antarktis.